# M’Bali
Der M’Bali ist ein Fluss in der Zentralafrikanischen Republik.

## Geografie
Er entspringt im Westen der Präfektur Ombella-Mpoko im Grenzgebiet zur Präfektur Mambéré-Kadéï, 10 km westlich von Yaloké. Er fließt durch Yaloké und dann zunächst in einem nördlichen, etwa 80 km weiten Bogen Richtung Osten. Ungefähr 20 km östlich Bossembélé ändert er seinen Verlauf Richtung Südost, um weitere 20 km weiter den Boali-Stausee zu formen. Etwa 7 km flussabwärts des Sees befinden sich die Boalifälle, eine nationale Sehenswürdigkeit. Nach weiteren etwa 100 km, vereinigt er sich etwa 30 km westlich von Bangui mit dem Pama. Nach dem Zusammenfluss ist die weitere Namensbezeichnung von den Quellen abhängig. Laut russischer Generalstabskarten ist es weiterhin der M'Bali, bis er nach weiteren 29 km in den M’Poko mündet. Das Einzugsgebiet umfasst mit Pama 14.550 km³.

## Wirtschaft
Der M’Bali hat durch die Boali-Talsperre eine besondere Bedeutung für die Energieversorgung der Stadt Bangui.

## Hydrometrie
Die Durchflussmenge des Flusses wurde über 37 Jahre (1948–65) am Posten Boali, 71 km oberhalb des Zusammenflusses mit dem Pama gemessen. Die in Boali beobachtete mittlere jährliche Durchflussmenge betrug in diesem Zeitraum 70,3 m³/s.